# Provincia di Kanchanaburi
La provincia di Kanchanaburi è la più grande delle province occidentali (Changwat) della Thailandia, nella regione della Thailandia Centrale. Si estende per 19.483,2 km², ha 734.394 abitanti ed il capoluogo è il distretto di Mueang Kanchanaburi. La città principale è Kanchanaburi.

## Geografia antropica

### Suddivisioni amministrative
Kanchanaburi è suddivisa in 13 distretti (Amphoe). I distretti sono ulteriormente suddivisi in 98 comuni (tambon) e 887 villaggi (Muban).
| 1. Mueang Kanchanaburi 2. Sai Yok 3. Bo Phloi 4. Si Sawat 5. Tha Maka 6. Tha Muang 7. Thong Pha Phum | 1. Sangkhla Buri 2. Phanom Thuan 3. Lao Khwan 4. Dan Makham Tia 5. Nong Prue 6. Huai Krachao |

## Trasporti

### Strade
La provincia è attraversata da nord a sud dalla Strada nazionale 323 e ne costituisce la principale direttrice per tutto il traffico su gomma. La SN323 termina inserendosi sulla principale SN 4. Nei pressi del capoluogo Kanchanaburi nel 2019 sono iniziati i lavori per la costruzione dell'autostrada 81 che una volta ultimata collegherè la provincia alla rete autostradale e alla capitale Bangkok.

### Ferrovie
La provincia è servita dalla ferrovia Nong Pladuk-Nam Tok.

### Aeroporti
Sulla territorio della provincia non sono presenti aeroporti commerciali e gli aeroporti di riferimento per il traffico passeggeri sono i due aeroporti della capitale, l'aeroporto Internazionale di Bangkok-Suvarnabhumi ed il vecchio aeroporto di Bangkok-Don Mueang.